# 夏川はるみ
夏川 はるみ（なつかわ はるみ）は、神奈川県出身のモデル。血液型はA型。オフィス・トキ所属。

## 人物
- 趣味は、旅行とオブジェ作り。
- 特技は、洋裁。

## TV
- 芸恋リアル（よみうりテレビ）

## VP
- トヨタ自動車

## CM
- 日産自動車

## カタログ
- ニッセン（和装）

## ポスター・スチル
- 田崎真珠
- マクドナルド
- ナショナル
- 東京スター銀行
- 野村不動産

## 雑誌
- 美しいキモノ
- LEE